# Requiem (utwór muzyczny Almy)
Requiem – utwór francuskiej piosenkarki Almy, który napisała z Nazimem Khaledem. Został wydany 13 stycznia 2017 nakładem Warner Music France i umieszczony na debiutanckim albumie studyjnym Almy pt. Ma peau aime.
Utwór dotarł do 70. miejsca zestawienia Top 200 Singles, opracowanego przez Syndicat national de l’édition phonographique i prezentującego najlepiej sprzedające się single we Francji.
Utwór reprezentował Francję w finale 62. Konkursu Piosenki Eurowizji organizowanego w Kijowie. Po premierze wersji francuskojęzycznej podano, że w finale konkursu będzie wykonany przez Almę w dwóch językach: francuskim i angielskim, a pomysł na dwujęzyczną wersję piosenki zainspirowany był sukcesem Amira w 61. Konkursie Piosenki Eurowizji w 2016, który z utworem „J’ai cherché” zajął 6. miejsce. Założono jednak, że utwór nie będzie wykonywany w 50% w języku angielskim i 50% w języku francuskim, a zostanie do niego dodany wyłącznie symboliczny fragment kilku wersów w języku angielskim. Nowa wersja piosenki została zaprezentowana 11 marca 2017. Zgodnie z wymogami Europejskiej Unii Nadawców, eurowizyjny utwór musi mieć premierę po 1 września roku poprzedzającego konkurs, tymczasem w przypadku „Requiem” doszukano się jego wykonania ze stycznia 2015. Nadawca France 2 stał jednak na stanowisku, że wszystkie wymogi zostały spełnione zgodnie z regulaminem. 21 lutego 2017 Alma wraz z ekipą produkcyjną utworu potwierdziła, że przygotowano dwujęzyczną wersję utworu, co oznaczało, że utwór nie został zdyskwalifikowany. Został wykonany 13 maja w finale konkursu, zajął 12. miejsce.

## Lista utworów
- Digital download[2]

1. „Requiem” – 3:03

## Notowania na listach przebojów
| Kraj    | Lista (2017)    | Najwyższe miejsce |
| ------- | --------------- | ----------------- |
| Francja | Top 200 Singles | 70                |